# Saint-Amant-de-Montmoreau
Saint-Amant-de-Montmoreau ist eine Ortschaft und eine Commune déléguée in der französischen Gemeinde Montmoreau mit 687 Einwohnern (Stand: 1. Januar 2018) im Département Charente in der Region Nouvelle-Aquitaine. 
Sie wurde am 1. Januar 2017 mit Aignes-et-Puypéroux, Montmoreau-Saint-Cybard, Saint-Eutrope und Saint-Laurent-de-Belzagot zur Commune nouvelle Montmoreau zusammengeschlossen. Die Gemeinde Saint-Amant-de-Montmoreau gehörte zum Arrondissement Angoulême und zum Kanton Tude-et-Lavalette

## Geographie
Saint-Amant-de-Montmoreau liegt etwa 26 Kilometer südlich von Angoulême.

## Bevölkerungsentwicklung
| Jahr                       | 1962 | 1968 | 1975 | 1982 | 1990 | 1999 | 2006 | 2013 | 2018 |
| Einwohner                  | 663  | 631  | 603  | 660  | 665  | 646  | 661  | 704  | 687  |
| Quellen: Cassini und INSEE |      |      |      |      |      |      |      |      |      |

## Sehenswürdigkeiten
- Kirche Saint-Amant aus dem 12. Jahrhundert

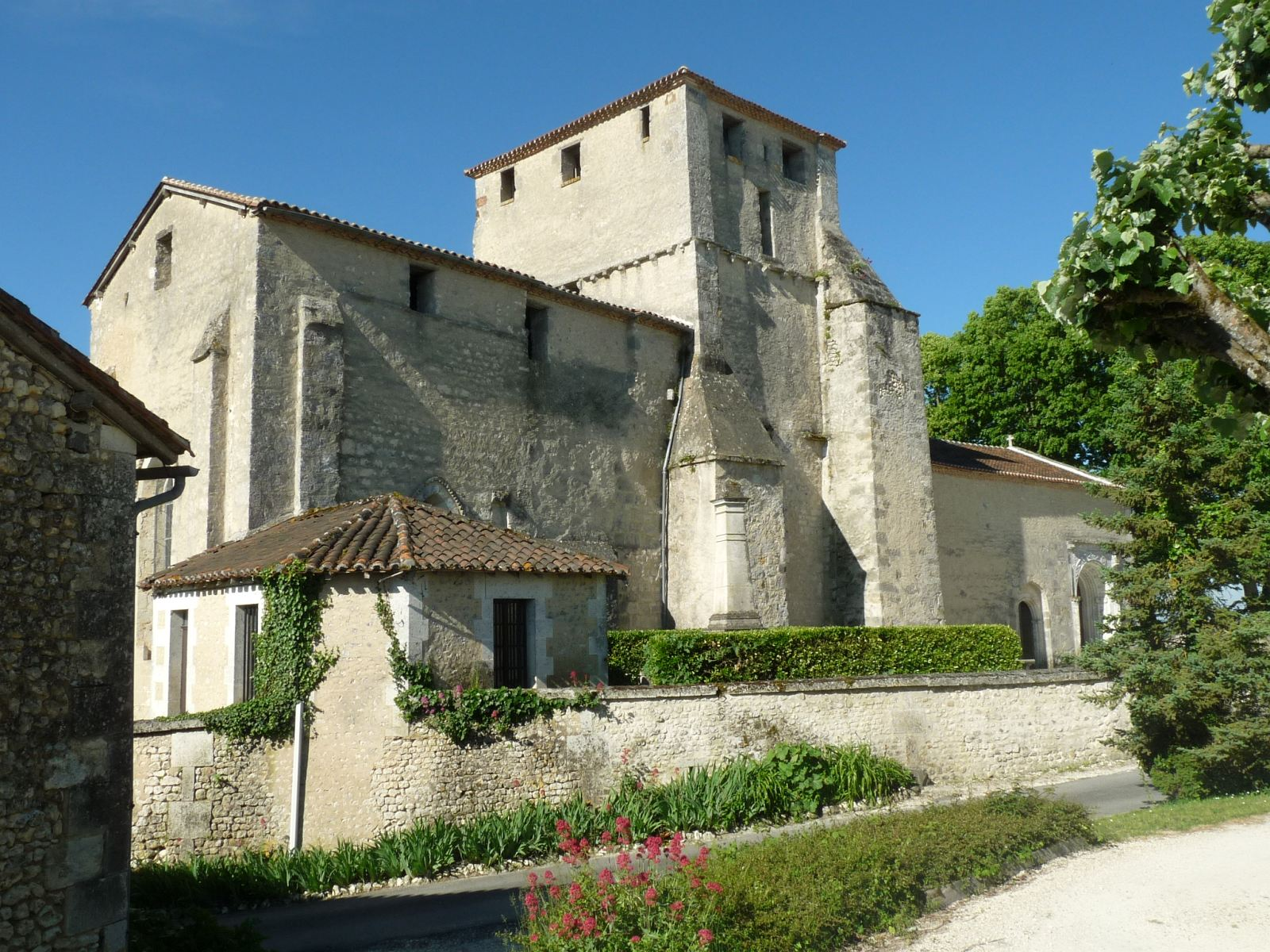
Kirche Saint-Amant